# Перроне, Максимо
Ма́ксимо Перро́не (исп. Máximo Perrone; родился 7 января 2003, Буэнос-Айрес) — аргентинский футболист, полузащитник клуба «Комо».

## Клубная карьера
Воспитанник футбольной академии клуба «Велес Сарсфилд». В основном составе клуба дебютировал 6 марта 2022 года в матче против «Эстудиантеса». 18 мая 2022 года забил свой первый гол за клуб в матче Кубка Либертадорес против уругвайского клуба «Насьональ».
23 января 2023 года клуб «Манчестер Сити» объявил о трансфере Перроне.

## Карьера в сборной
Выступал за сборные Аргентины до 16 и до 20 лет.

## Достижения
«Манчестер Сити»
- Победитель Лиги чемпионов: 2022/23
- Обладатель Суперкубка УЕФА: 2023